# آه موزن كاب

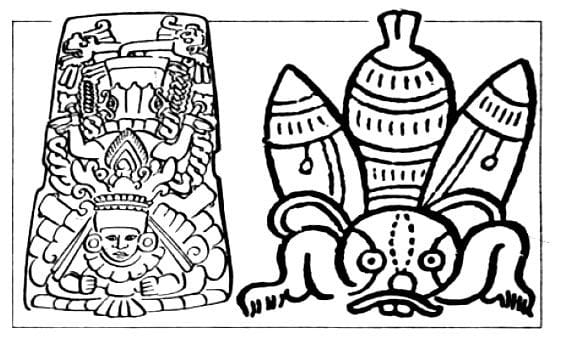
صورة لآه موزن كاب إله النحل والعسل في الديانة المايانية

آه موزن كاب أو أموزينكاب (بالإنجليزية: Ah Muzen cab)‏ هم أرباب أو إله النحل في الديانة المايانية في أمريكا الوسطى، ولاسيما عند شعب بوکاني في المكسيك، يضرع إليه المشتغلون بتربية النحل.